# Malajsijská národní kosmická agentura

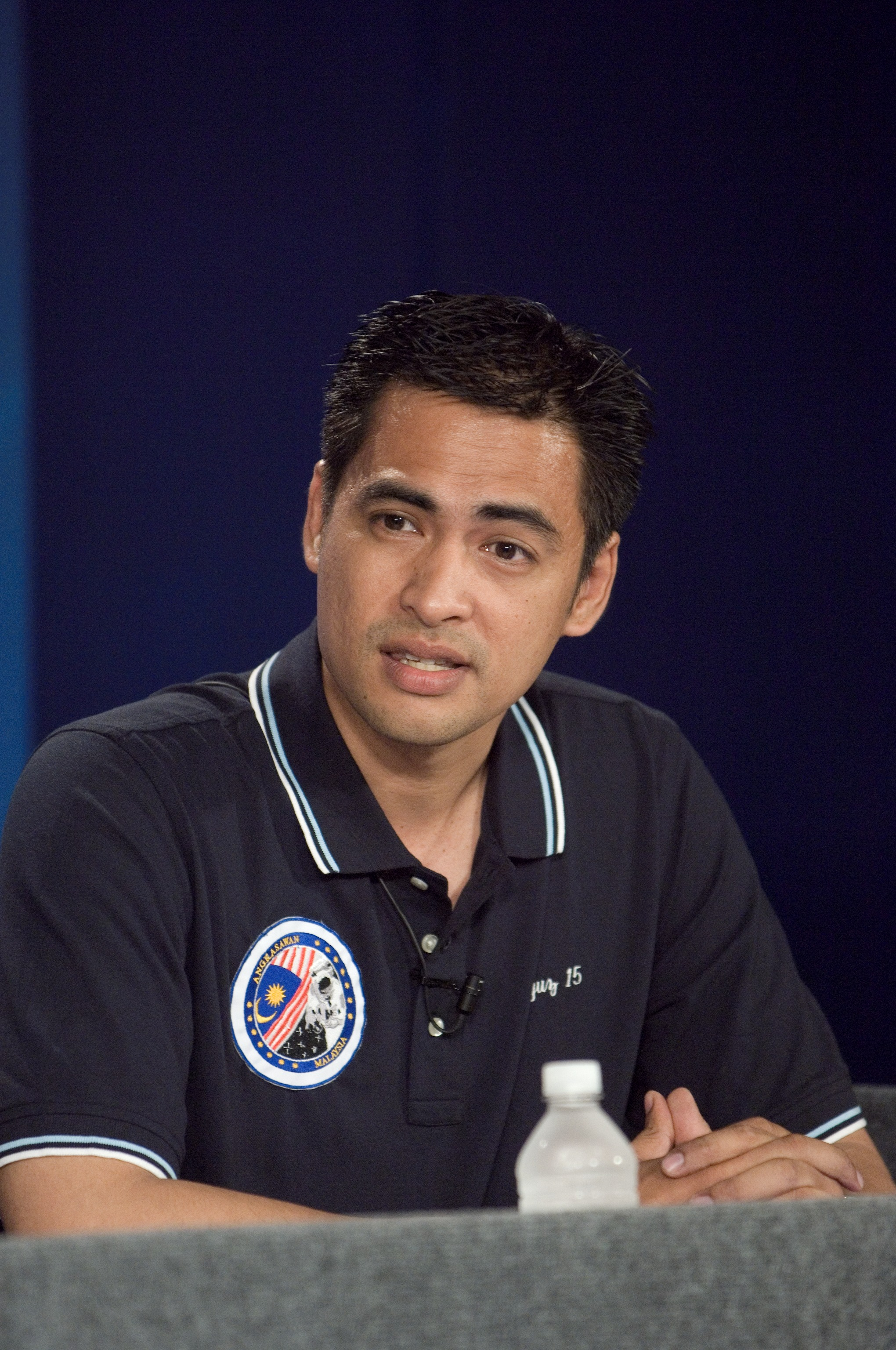
První malajsijský kosmonaut Sheikh Muszaphar Shukor Al Masrie

Malajsijská národní kosmická agentura (zkráceně ANGKASA; malajsky Agensi Angkasa Negara, ANGKASA) byla založena roku 2002 s úkolem zdokonalení technických dovedností země v oblasti osvojení vesmíru. Agentura v letech 2003–2007 organizovala kosmický let malajsijského občana na Mezinárodní vesmírnou stanici (ISS).
Prvním ředitelem byl Mazlan Binti Othman, v letech 1999–2002 a od roku 2007 vedoucí Úřadu OSN pro vesmírné záležitosti. Od roku 2007 stojí v čele agentury Mustafa Din Subari.

## Družice
Malajsie využívá jak umělé družice Země zakoupené v zahraničí, tak výrobky domácí společnosti Astronautic Technology Sdn. Bhd. (ATSB).
První malajsijský mikrosatelit TiungSat byl vyroben ve spolupráci ATSB a britské Surrey Satellite Technology Ltd. Start TiungSatu proběhl 26. září 2000 z kosmodromu Bajkonur, vynesla jej raketa Dněpr. Družice je používána pro mapování, meteorologická měření, registraci kosmického záření a komunikaci.
Telekomunikační služby poskytuje série družic MEASAT (Malaysia East Asia Satellite) vyrobená americkou firmou Hughes Space and Communications (nyní Boeing Satellite Systems) a provozovaná malajsijskou společností Measat Satellite Systems Sdn. Bhd. První dvě družice byly vypuštěny roku 1996 z kosmodromu Kourou, třetí roku 2006 z Bajkonuru, stejně tak čtvrtý MEASAT 3a o tři roky později.
Dne 14. července 2009 z atolu Kwajalein raketa Falcon 1 vynesla družici RazakSAT určenou pro dálkový, především fotografický, průzkum Země.

## Let malajsijského kosmonauta
Poprvé dostala Malajsie nabídku na kosmický let od Sovětského svazu v Sojuzu roku 1987, tehdy ještě na stanici Mir. Ze sovětského návrhu nakonec nic nebylo. Po mnoha letech bylo během návštěvy ruského prezidenta Putina v Malajsii v srpnu 2003 oznámeno dosažení dohody o letu Malajsijce v Sojuzu na Mezinárodní vesmírnou stanici (ISS) a zahájení procesu výběru malajsijského kosmonauta. Dne 4. září 2006 předseda vlády Malajsie oznámil jména dvou vítězů výběru – byli jimi lékaři Sheikh Muszaphar Shukor Al Masrie a Faiz Khaleed. V říjnu 2006 oba zahájili přípravu ve Středisku přípravy kosmonautů (CPK) v Hvězdném městečku, výcvik zahrnoval i stáž v Johnsonovu vesmírném středisku v Houstonu. Vlastní let proběhl od 10. října do 24. října 2007, malajsijský kosmonaut tvořil jednočlennou 13. návštěvní expedici na ISS, startoval v Sojuzu TMA-11, přistál v Sojuzu TMA-10.